# Elle
Elle (stylizováno ELLE) je módní magazín pro ženy, založený roku 1945 ve Francii. U jeho vzniku stáli Hélène Lazareffová, Pierre Lazareff  a Marcelle Auclair. Název v překladu z francouzštiny znamená „ona“. Časopis vychází v mnoha jazykových verzích (v roce 2025 konkrétně v 50) včetně české, kterou vydává společnost Burda Media.
V říjnu 2018 bylo oznámeno odkoupení francouzského Elle, původně vlastněného mediální skupinou Lagardere, společností Czech Media Invest podnikatele Daniela Křetínského.

## Základní informace
V roce 2025 zahrnuje ekosystém Elle 80 mezinárodních edic, včetně 50 titulů Elle a 25 Elle Decoration, které jsou vydávány na základě licence ve 47 zemích ve spolupráci s partnery jako Hearst, Burda a CMI. Součástí je také nelicenční činnost mimo oblast médií (móda, krása, bydlení, služby atd.) s více než 200 licencemi prodávanými ve více než 80 zemích. Oslovuje tak 32 milionů čtenářů a více než 100 milionů unikátních návštěvníků měsíčně na 60 lokálních webech. Spolu se sociálními sítěmi tvoří publikum ELLE celkem 250 milionů lidí.
Na konci roku 2021 oznámil magazín Elle, že všechny jeho světové edice zakážou zobrazování kožešin na svých stránkách od 1. ledna 2023. Tento krok odůvodnil jako „skvělou příležitost zvýšit povědomí o ochraně zvířat, podpořit poptávku po udržitelných a inovativních alternativách a přispět k humánnějšímu módnímu průmyslu.“

## Historie

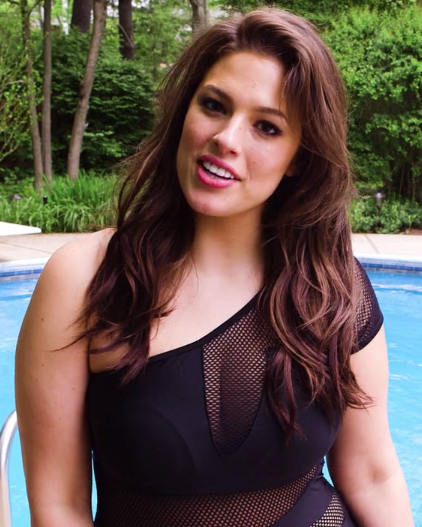
Modelka Ashley Grahamová během focení pro časopis Elle

Dne 21. listopadu 1945 založila Hélène Lazareff, původem z Ruska a vychovaná v Paříži, moderní ženský časopis, který se stal nedílnou součástí domácností žen po celé Francii. Internacionalizace Elle začala ve Spojených státech a ve Spojeném království v roce 1985 a dnes zahrnuje 50 edic po celém světě – s dalšími na cestě. Lazareff měla jedinečnou vizi, která se proměnila v tak silný a relevantní koncept, že se z něj stala globální značka.
Za časopisem krátkou dobu stály Simone Baron a Alice Chavanne, než přišla Françoise Giroud, která ve vedení zůstala do roku 1953 spolu s fotografem a uměleckým ředitelem Jeanem Chevalierem a druhým fotografem Jacquem Ravassem.
Zpočátku magazín obsahoval pouze dvacet stran. Redakční práce porušovala některé typické principy pro svou dobu, například méně rubrik ve prospěch přesných informací, módní zaměření spíše na osobnosti než na výtvory, aby některé z nich podporovala (jako například Emmanuelle Khanh o několik let později). Magazín také kupoval barevné fotografie z New Yorku, čímž se vzdálil od jiných módních katalogů své doby, v nichž fotografie vycházely pouze černobíle. Obsah časopisu je složen z informací o módě, ale i receptech a osobnostech v módní branži.
Na začátku padesátých let si časopis vybudoval vlastní styl a stal se průkopníkem v oblasti inspirace americkým sportovním oblečením a oděvy prêt-à-porter, které poznaly úspěch o dekádu později. V roce 1952 se na titulní stránce objevila mladá Brigitte Bardotová. S nákladem přes 600 000 výtisků měl Elle čtenost milionu a půl čtenářů.
Důraz na oblečení prêt-à-porter zůstal zachován. Časopis se stal módním vzorem a spolupracoval s velkými pařížskými obchodními domy. V době úpadku haute couture byl Elle jedním z mála magazínů, které podpořily Coco Chanel a její ikonický oblek a také začínajícího Pierra Cardina, jenž se v následujících letech stal „miláčkem“ časopisu. V roce 1959 byl uměleckým ředitelem jmenován Peter Knapp a na pozici zůstal dvě desetiletí. Měsíčníku vtiskl definitivní formu.
V září 2014 odešla z postu šéfredaktorky francouzské verze Valérie Toranian, která časopis vedla od roku 1994, a nahradila ji Françoise-Marie Santucci. V tomto důsledku změnila redakční politiku, čímž způsobila rozruch u francouzské společnosti novinářů.
V roce 2025 oslavil magazín 80 let existence. Vychází v 50 zemích.

## Ellev Česku (ELLE Česko)
Elle byla prvním zahraničním módním časopisem, který v Česku začal vycházet. Licenci pro jeho vydávání získali tehdy Martin Shenar a Antonin Herbeck se svou společností Komunikace 2000 s.r.o., později Hachette Filipacchi 2000 s.r.o. První číslo české Elle vyšlo v dubnu 1994 a na obálce se objevila modelka Daniela Peštová. Šéfredaktorkou se stala Helena-Kateřina Fialová, v čele magazínu stála od roku 1994 do roku 2002. Do dvou let od prvního vydání dosáhla Elle v Česku prodeje 100 tisíc výtisků měsíčně.
Od roku 2006 do roku 2010 seděla v šéfredaktorském křesle Lada Rudovská. V roce 2009 začala vycházet česká verze Elle Decoration (čtvrtletník o designovém bydlení).
V dubnu 2010 se vedení ujala Andrea Běhounková, Elle vedla sedm let.
Od roku 2011 přešla Hachette Filipacchi pod společnost Burda Media 2000 s.r.o., dnes BurdaMedia Extra.
Prvním a zatím jediným mužem, který vedl českou Elle byl novinář Petr Matějček, a to v letech 2018-2019. Toho na pozici vystřídala Valentina Nízká (2019-2022).
Současnou šéfredaktorkou je Thea Prokop, která tuto pozici zastává od ledna roku 2023.
V prvním a druhém čtvrtletí roku 2020, tedy v období poznamenaném koronavirovou pandemií, byl průměrný prodaný náklad v ČR 24 364 výtisků a průměrná čtenost 152 000 čtenářů a čtenářek.

### Největší lokální projekty
Nedílnou součástí Mezinárodního filmového festivalu v Karlových Varech se v roce 2013 stala ELLE Beauty Lounge – soukromý salon s týmem profesionálních kadeřníků, vizážistů a módních stylistů poskytující s služby v oblasti krásy, módy a zábavy pro celebrity a VIP hosty. Původně sídlila ELLE Beauty Lounge v dedikovaných patrech Grandhotelu Pupp, od roku 2023 funguje na dvou lokacích: Grandhotel Pupp a hotel Thermal.
Od roku 2020 pořádá magazín Elle víkendový beauty festival ELLEphoria. 